# Guardians of the Galaxy - Mission: Breakout!
Guardians of the Galaxy - Mission: Breakout! is een vrije val in het attractiepark Disney California Adventure Park, die geopend werd op 27 mei 2017. De attractie staat in het themagebied Avengers Campus en draait om de film Guardians of the Galaxy. De attractie verving de voormalige attractie The Twilight Zone Tower of Terror, die haar deuren sloot op 3 januari 2017. In 2018 won de attractie een Thea Award.

## Ritbeschrijving
Het achtergrondverhaal speelt zich af rondom de tentoonstelling van de Collector uit Guardians of the Galaxy. Hij heeft de Guardians erin geluisd door ze uit te nodigen voor zijn tentoonstelling, maar heeft hen vervolgens gevangen genomen. Daarna sloot hij ze op in elektrische kooien en plaatste deze kooien zelfs als object in zijn tentoonstelling. Nu stelt de Collector zijn tentoonstelling weer open, zodat iedereen zijn nieuwste aanwinst kan komen aanschouwen: de gevangen genomen Peter Quill/Star-Lord, Gamora, Drax the Destroyer, Groot en Rocket Raccoon.
Guardians of the Galaxy - Mission: Breakout is te vinden in het themagebied Avengers Campus. Het gebouw is vormgegeven als een soort rood-oranjekleurige energiecentrale, waarin de tentoonstelling van de Collector, de Tivan Collection wordt georganiseerd. Gasten betreden de attractie via de wachtrij, die vrijwel meteen de ontvangsthal van het gebouw ingaat. Vóór deze ontvangsthal staat een gouden beeld van de Collector zelf. De ontvangsthal zelf hangt vol waardevolle voorwerpen en artefacten uit het Marvel Cinematic Universe. In de ontvangsthal wordt een welkomstvideo afgespeeld waarin de Collector vertelt over de nieuwste toevoeging aan zijn collectie: de Guardians of the Galaxy. De Collector zegt dat gasten echter eerst gescand moeten worden omwille van veiligheidsmaatregelen en nodigt de gasten daarom uit in zijn privéwerkkamer. Na deze scan mogen gasten met de lift naar de bovenste etage van het gebouw, om daar de Guardians te bekijken. Gasten worden vervolgens opgesplitst in twee rijen: ofwel naar links, ofwel naar rechts. Beide wachtrijen komen uit in een bibliotheekachtige werkkamer, waarin ook nog voorwerpen en artefacten liggen uitgestald.
In de werkkamer wordt een video gestart waarin de Collector uitleg geeft over de veiligheidsscan. Op dat moment verschijnt Rocket echter in de werkkamer (in animatronic-vorm), die het geluid van de video dempt. Rocket legt uit dat doordat de gasten door de veiligheidsscan zijn gekomen, zij bij de generator kunnen komen die de elektrische kooien van de Guardians in werking houdt. Hij vraagt de gasten om hem te helpen om de generator uit te schakelen en zo de andere Guardians te helpen ontsnappen. Vervolgens gaat een tweede deur open en worden de gasten naar de liften geleid.
Als gasten zijn ingestapt en de liftdeuren zich sluiten, verplaatst de lift zich naar achteren. Op de liftdeuren is een schaduwspel te zien van Rocket, die de kabels van de liften doortrekt om de generator te doen haperen. Tevens start hij een walkman op met een van zes verschillende nummers (Hit Me with Your Best Shot, Give Up The Funk, Born to Be Wild, I Want You Back, Free Ride en Burning Love). Dan stijgt de lift een aantal verdiepingen, openen de deuren en is de actieve generator te zien die plots wordt uitgeschakeld. Daarna sluiten de deuren zich, waarna de lift weer een aantal verdiepingen stijgt. Als de deuren zich op deze verdieping openen, is er uitzicht op de kooien van de Guardians, waar ze inmiddels uit ontsnapt zijn. Doordat de stroom is uitgeschakeld, zijn er echter meerdere wezens ontsnapt, waar de Guardians aan moeten ontsnappen. Vervolgens wordt het vrijevalprogramma van de attractie in werking gezet - door randomisatie van een aantal vrijevalprogramma's is dit programma elke keer anders. Boven in de toren wordt een attractiefoto genomen. Als de lift langs de verdieping van de Guardians komt, zijn er telkens andere scènes te zien. Uiteindelijk hangt de lift weer stil bij deze verdieping en zijn de Guardians ontsnapt, waarna ze de gasten bedanken.
Als het vrijevalprogramma voorbij is, daalt de lift tot het niveau van een opstapstation en rijdt deze vooruit terug naar de liftdeuren. Gasten kunnen dan uit de lift stappen, waarna ze de attractie langs de attractiefotoschermen en via de souvenirwinkel (The Collector's Warehouse) verlaten.

## Afbeeldingen

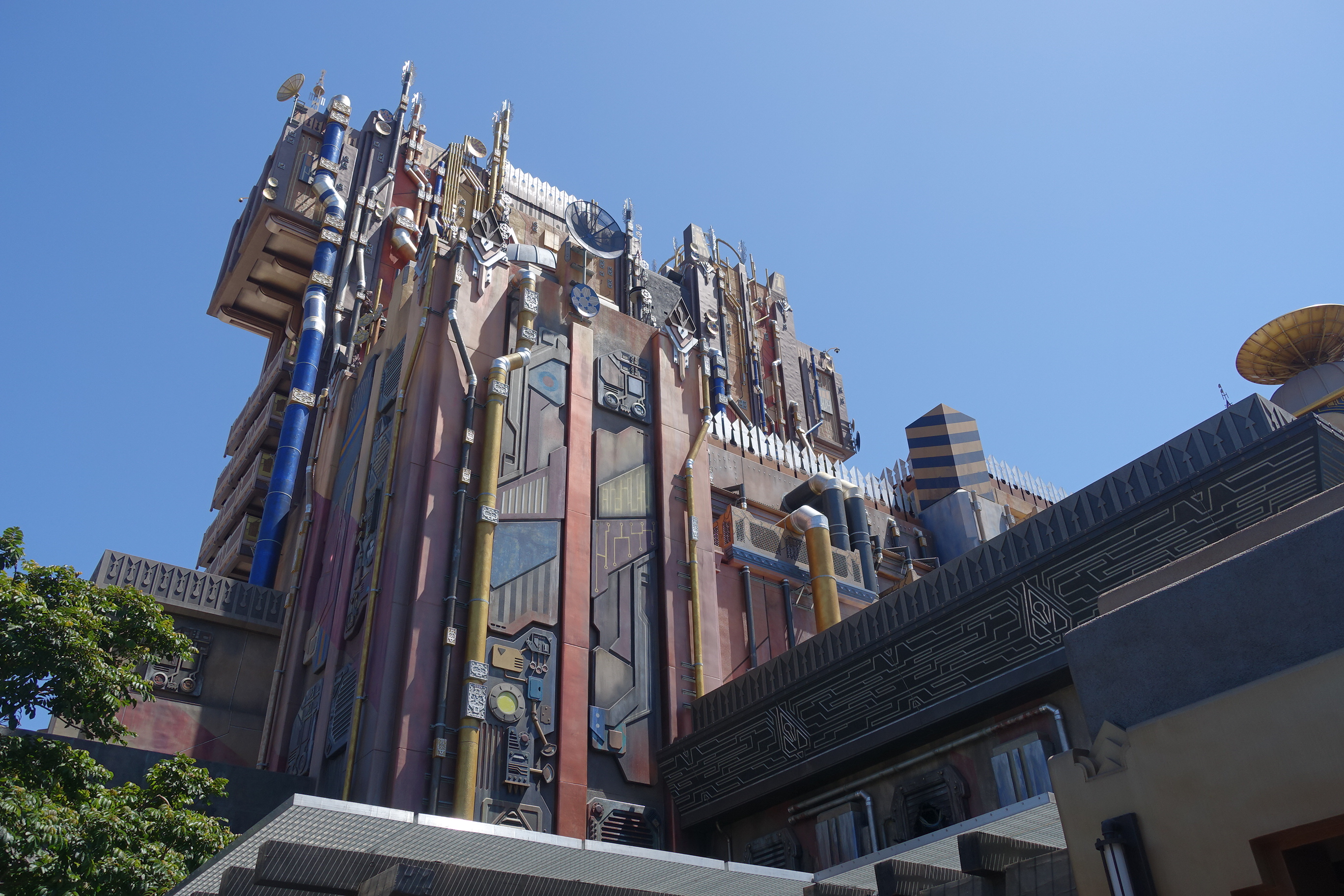
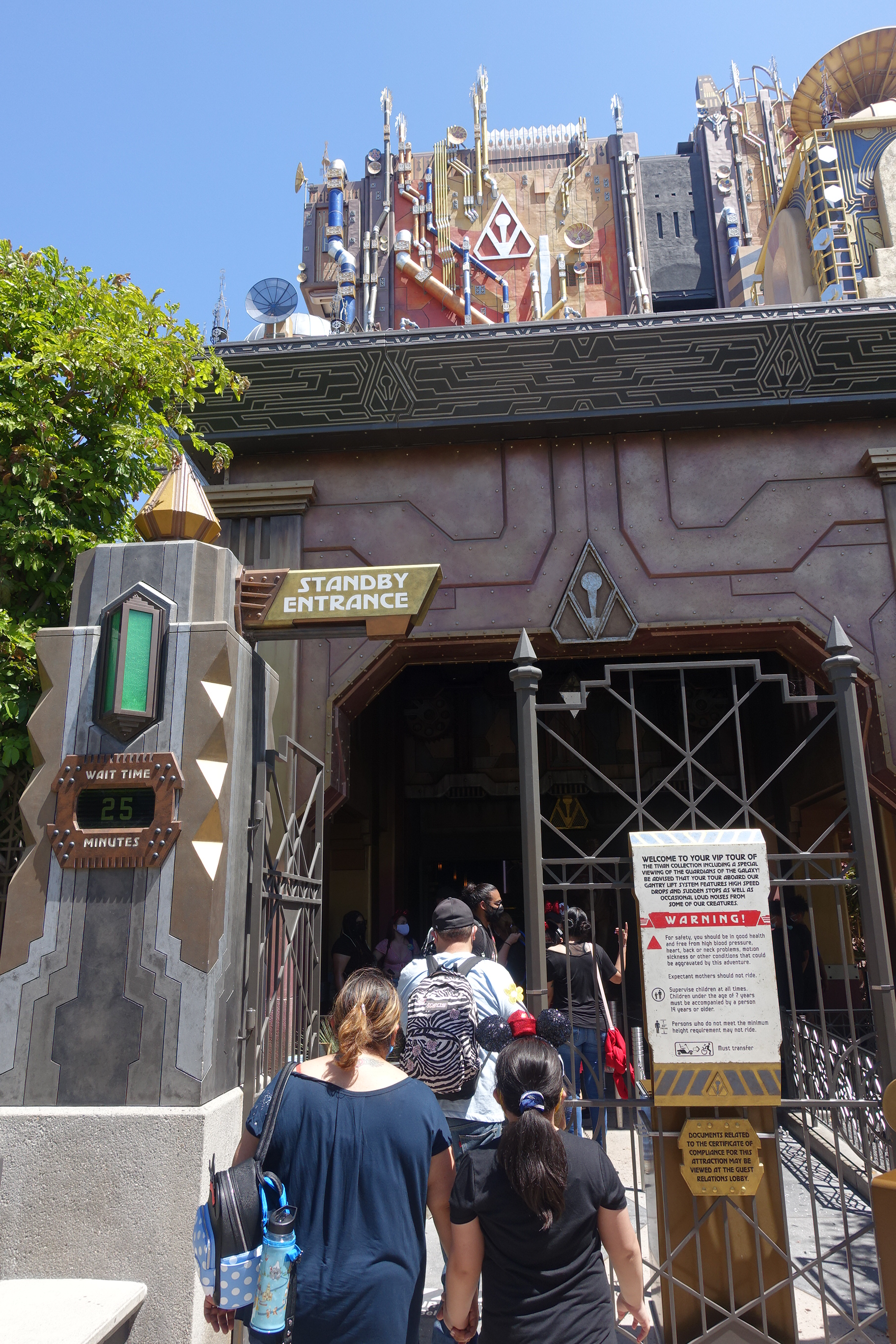
Entree
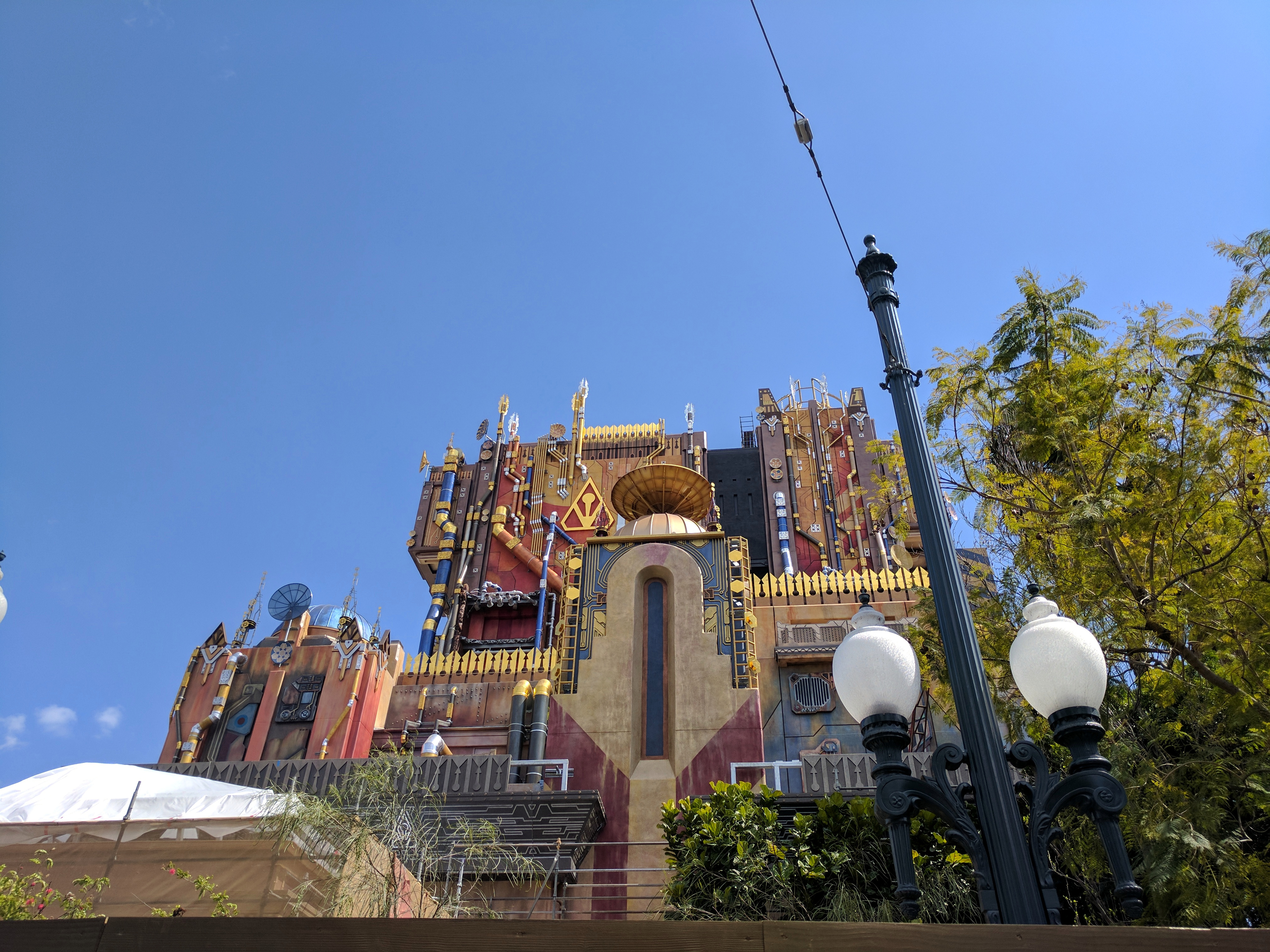
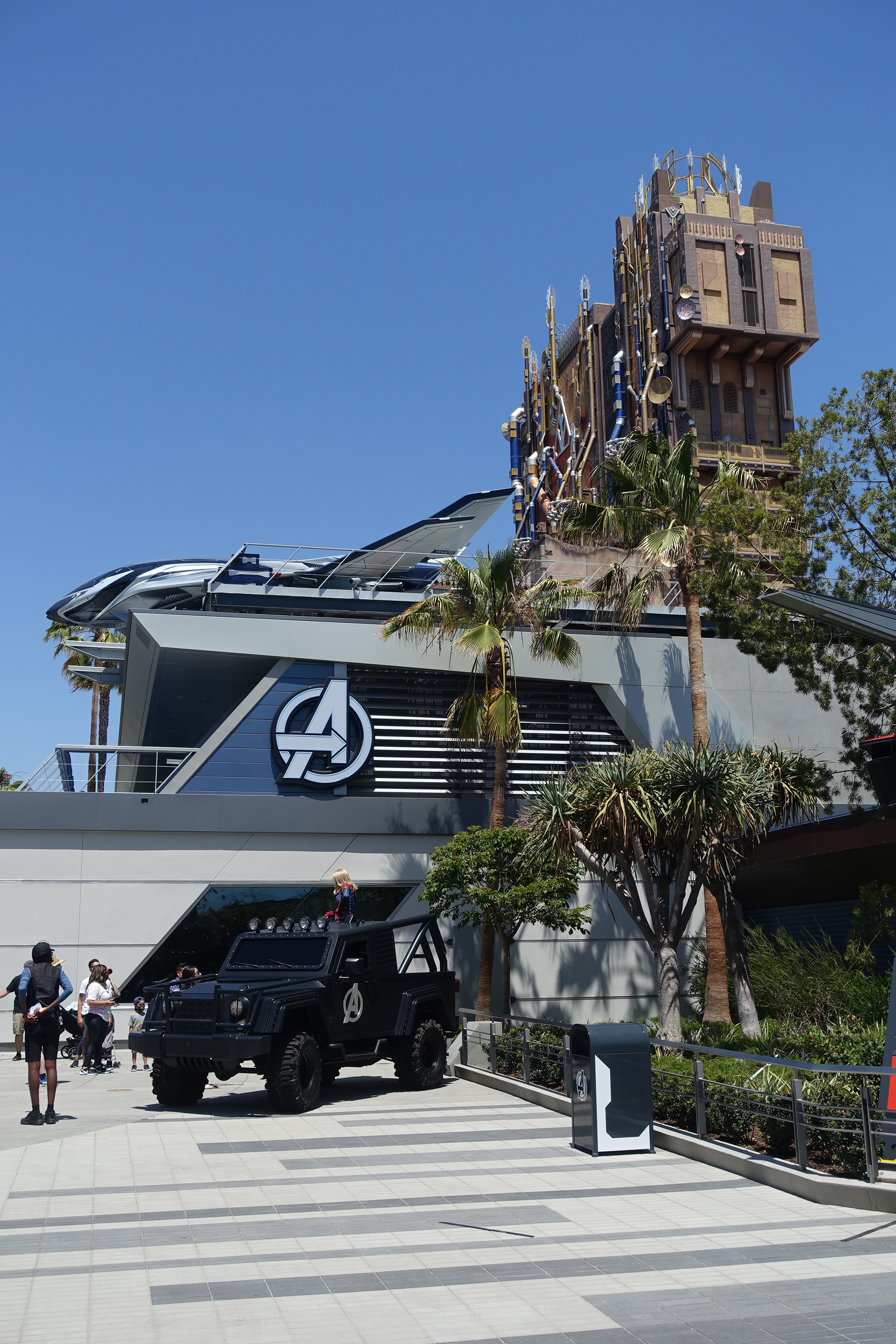
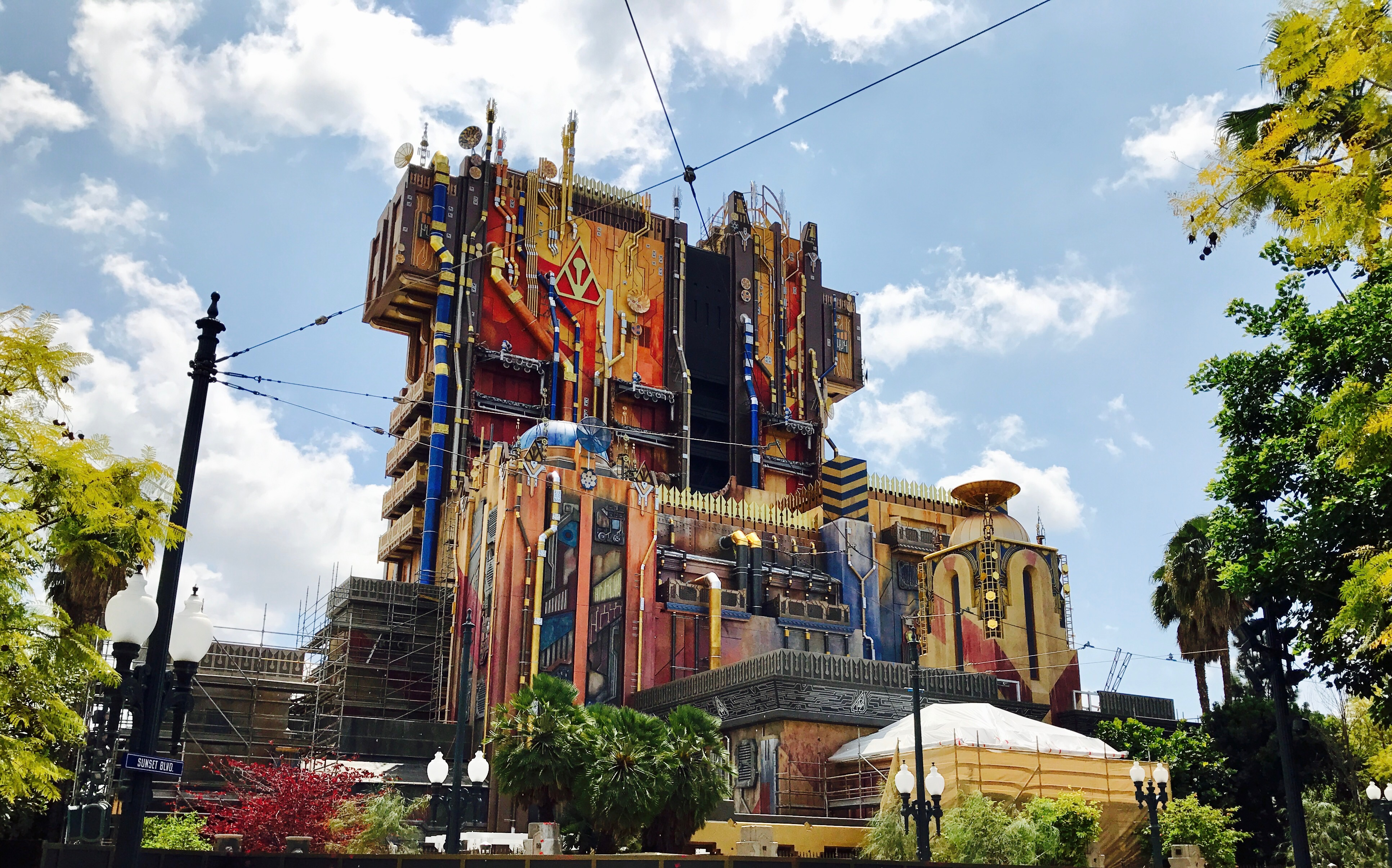
Bouwfoto; 2017

## Rolverdeling
| Acteur           | Personage                      |
| ---------------- | ------------------------------ |
| Chris Pratt      | Peter Quill/Star-Lord          |
| Zoe Saldana      | Gamora                         |
| Dave Bautista    | Drax the Destroyer             |
| Fred Tatasciore  | Groot                          |
| Bradley Cooper   | Rocket Raccoon                 |
| Benicio del Toro | Tanaleer Tivan / The Collector |
| Ophelia Lovibond | Carina Tivan                   |
| Pom Klementieff  | Mantis                         |
| Stan Lee         | Stan Lee                       |
| Seth Green       | Howard the Duck                |
| Fred the Dog     | Cosmo the Spacedog             |
| Jade Ramsey      | Apheta                         |